# Christine Radogno
Christine Radogno, née en 1952 est une femme politique américaine, membre du parti républicain, membre du sénat de l'Illinois et leader de la minorité républicaine de 2009 à 2017.